# IC 4373
IC 4373 је елиптична галаксија у сазвјежђу Волар која се налази на листи објеката дубоког неба у Индекс каталогу.
Деклинација објекта је + 25° 13' 55" а ректасцензија 14h 5m 43,1s. Привидна величина (магнитуда) објекта IC 4373 износи 14,6 а фотографска магнитуда 15,6. IC 4373 је још познат и под ознакама CGCG 132-75, NPM1G +25.0342, PGC 50274.